# Imani McGee-Stafford
Imani Trishawn McGee-Stafford (ur. 11 października 1994 w Los Angeles) – amerykańska koszykarka występująca na pozycji środkowej.
W 2012 wystąpiła w meczach gwiazd amerykańskich szkół średnich – McDonald’s All-American i Women’s Basketball Coaches Association (WBCA) High School All-American, została też wybrana do II składu Slam All-American. Rok wcześniej została wybrana zawodniczka roku – California Interscholastic Federation (CIF) Player of the Year. Zaliczono ją trzykrotnie do składu Sporting News All-American (2010, 2011, 2012) oraz do III składu Parade All-American (2011). W 2011 poprowadziła Windward School do mistrzostwa stanu CIF State Division IV (30-4), w meczu finałowym zdobyła 18 punktów i 19 zbiórek przeciw St. Mary’s Berkeley (26 marca 2011).
Była żoną zawodnika Texas Longhorns w futbolu amerykańskim – Paula Boyette Jr. Jest córką byłej zawodniczki WNBA, mistrzyni olimpijskiej oraz członkini Żeńskiej Galerii Sław Koszykówki – Pameli McGee oraz młodszą siostrą gracza NBA – JaVale’a McGee. Jej kuzynem jest zawodnik NFL – Jarron Gilbert.
8 marca 2018 wystąpiła w programie Let’s Make a Deal wraz ze swoją babcią.
16 maja 2019 trafiła w wyniku wymiany do Dallas Wings.

## Osiągnięcia
Stan na 7 sierpnia 2020, na podstawie, o ile nie zaznaczono inaczej.

### NCAA
- Uczestniczka rozgrywek:
  - Elite 8 turnieju NCAA (2016)
  - Sweet 16 turnieju NCAA (2015, 2016)
- Defensywna zawodniczka roku Big 12 (2016 – współdzielona)
- Najlepsza pierwszoroczna zawodniczka konferencji Big 12 (2013)
- Laureatka:
  - Big 12 Female Sportsperson of the Year (2015)
  - Honda Inspiration Award (2015)
  - Haier Achievement Award (2016)
- Zaliczona do:
  - I składu:
    - najlepszych pierwszoroczny zawodniczek NCAA All-American (2013 przez Full Court)
    - Big 12 (2015, 2016)
    - najlepszych pierwszorocznych zawodniczek Big 12 (2013)
    - defensywnego Big 12 (2013)
    - turnieju:
      - Big 12 (2015)
      - Surf 'N Slam Classic (2012)

  - II składu Big 12 (2014)
  - składu honorable mention:
    - All-American (2016 przez WBCA)
    - Big 12 (2013)

  - składu:
    - Academic All-Big 12 (debiutantek 2013, I składu 2014, 2015, II składu 2016)
    - Big 12 Commissioner’s Honor Roll (zima – 2013, 2015, wiosna – 2014, 2015)

### WNBA
- Zaliczona do I składu debiutantek WNBA (2016)

### Inne
Drużynowe
- Mistrzyni Chin (2018)

Indywidualne
- Liderka ligi izraelskiej w blokach (2017)

### Reprezentacja
- Mistrzyni świata U–17 (2010)